# Охуд (футбольний клуб)
Охуд Аль-Мадіна Аль-Мунавара Клуб або просто «Охуд» — саудівський футбольний клуб з міста Медіни, який виступає у Другому дивізіоні чемпіонату Саудівської Аравії. Домашні матчі проводить на стадіоні ім. принца Мохаммеда бін Абдул Азіза, який вміщує 20 000 уболівальників та розташований в місті Медіна.

## Історія
У 2004 році клуб зайняв 1-ше місце в Саудівському першому дивізіоні, завдяки чому отримав право вперше в історії виступати в Саудівській Прем'єр-лізі, в якій, проте, в наступному сезоні посів останнє 12-те місце, через що знову повернувся в перший дивізіон. У сезоні 2007/08 років зупинився всього за крок від вильоту в другий дивізіон, зайнявши 11-те місце з відривом всього лише в 1 очко від передостаннього місця.
Під час Чемпіонату світу з футболу 1994 року двоє гравців «Охуда» були викликані до складу Збірною Саудівської Аравії та Збірної Камеруну, Хамза Ідріс та Томас Лібії.

## Досягнення
- Перший дивізіон чемпіонату Саудівської Аравії
  -  Чемпіон (1): 2004

## Відомі гравці
- Осама Ашур
- Самір Абдулшакер
- Маджед Абу Маліа
- Абдулалім аль-Амуді
- Одай Амр
- Муса аль-Ауфі
- Ахмед Ассірі
- Алі Авагі
- Наїф аль-Алаві
- Карам Барнаві
- Ріан Белал
- Абдо Бесісі
- Халед аль-Доссаві
- Бакер Фаллата
- Фаваз Фаллата
- Хелал аль-Харабі
- Ібрахім Аль-Харабі
- Мухсін Харсі
- Сабер Хуссейн
- Хамза Ідріс
- Мухаммад Аль-Хілайві
- Мохаммад Худжа
- Юсеф Рашид
- Хамза Салех
- Ібрахім аль-Субає
- Мохтар аль-Шанкіті
- Аббас Шенгіті
- Васл аль-Товайбі
- Реза Тукар
- Тіагу Алмейда ді Прімау
- Шейх Мохамед Туре
- Мохаммед Саєд аль-Дау
- Хаттен Баратлі

## Відомі тренери
- Петре Гігіу (2010–2011)
- Аурел Цикляну (2011-2012)